# Municipio de Blackbird
El municipio de Blackbird (en inglés, Blackbird Township) es un municipio del condado de Thurston, Nebraska, Estados Unidos. Tiene una población estimada, a mediados de 2023, de 1234 habitantes.

## Geografía
Está ubicado en las coordenadas 42°8′27″N 96°21′6″O / 42.14083, -96.35167. Según la Oficina del Censo, tiene una superficie total de 69.95 km², de los cuales 68.04 km² corresponden a tierra firme y 1.91 km² están cubiertos de agua.

## Demografía
Según el censo de 2020, en ese momento había 1290 personas residiendo en la zona. La densidad de población era de 19 hab./km². El 95.89 % de los habitantes eran amerindios, el 2.64 % eran blancos, el 0.08 % era asiático, el 0.54 % eran de otras razas y el 0.85 % eran de una mezcla de razas. Del total de la población, el 1.01 % eran hispanos o latinos de cualquier raza.